# Юнъяха (приток Тобыша)
Юнъяха (устар. Юн-Яга) — река в России, протекает по Республике Коми. Устье реки находится в 324 км по левому берегу реки Тобыш. Длина реки составляет 37 км. В 6 км от устья по левому берегу впадает река Средняя Юнъяха.

## Данные водного реестра
По данным государственного водного реестра России относится к Двинско-Печорскому бассейновому округу, водохозяйственный участок реки — Печора от водомерного поста Усть-Цильма и до устья, речной подбассейн реки — бассейны притоков Печоры ниже впадения Усы. Речной бассейн реки — Печора.
Код объекта в государственном водном реестре — 03050300212103000079981.